# Jakob Leonhard
Jakob Heinrich Leonhard (* 11. Februar 1897 in Zürich; † nach 1956) war ein Schweizer Spanienfreiwilliger. Während des Zweiten Weltkrieges war er als Doppelagent und Spion für den Nachrichtendienst der Schweiz tätig.

## Frühes Leben
Jakob Leonhard wurde am 11. Februar 1897 als ältestes Kind des Steinhauers Jakob Leonhard und von dessen Frau Emilie geb. Bauer in Zürich geboren. Sein Bürgerort war Wädenswil. Leonhard hatte 17 Geschwister. Nachdem er die Primarschule abgeschlossen hatte, trat er eine Berufslehre als Bauzeichner an. Diese beendete er jedoch auf Grund des Todes seines Vaters nicht. Stattdessen schlug er sich als Handlanger durch.
1915 meldete sich Leonhard zwei Jahre zu früh zur Rekrutenschule und diente als Soldat während des Aktivdienstes. Nach dem Ersten Weltkrieg wurde er zum Gefreiten befördert und bei der Armee zuerst als Küchenchef und schliesslich als Motorfahrer bei der Gebirgstelegrafenkompanie (Geb.Tg.Kp.22) eingesetzt.
Ab 1918 arbeitete Leonhard zeitweise bei der PTT, quittierte jedoch ein Jahr später den Dienst, da er zu wenig Lohn erhalten haben soll. Im Jahre 1919 heiratete er Frieda Stählin, mit der er eine 1918 geborene Tochter hatte. Die Ehe wurde 1929 geschieden. Ab 1920 arbeitete er als Chauffeur in Zürich. 1935 wurde er bei einem Taxiunternehmen angestellt. Er kam hierbei immer wieder mit der Polizei in Konflikt, unter anderem wegen Delikten wie Körperverletzung, Ungehorsams oder zu schnellen Fahrens. Im selben Jahr heiratete er die Schuhverkäuferin Ida Keller.

## Spanischer Bürgerkrieg und Verurteilung in der Schweiz
1937 reiste Leonhard über Basel nach Paris und von dort aus nach Barcelona, als in Spanien bereits der Bürgerkrieg tobte. In seinem 1945 erschienenen Buch Als Gestapoagent im Dienst der Schweizer Gegenspionage gab Leonhard an, dass er aus Abenteuerlust und auf Grund seiner antifaschistischen Überzeugung ganz bewusst in den Krieg nach Spanien zog, um die republikanischen Truppen zu unterstützen.
Bezüglich seiner Tätigkeit in Spanien schrieb Leonhard, dass er sich aktiv in den Dienst der republikanischen Armee gestellt habe. So soll er sich bewusst gegen einen Dienst in den Internationalen Brigaden entschieden und sich direkt einem spanischen Verband angeschlossen haben. Leonhard wurde in der Spartakuskaserne in Barcelona rekrutiert und soll, nach eigenen Angaben, in der Mitrailleur-Kompanie des 124. Bataillons eingesetzt worden sein. In Rahmen dieser Kompanie soll er in Huesca an der Front aktiv an Kriegshandlungen teilgenommen und zeitweise die Kompanie geführt haben. Am 28. März 1937 soll er durch einen Artilleriesplitter schwer verwundet worden sein. Er kam in ein Lazarett in Barcelona und soll nach seiner Genesung damit beauftragt worden sein, im Ausland Material für die republikanischen Truppen zu besorgen. So gelangte er nach Genua, nach England und von da aus nach Deutschland.
Auf seiner Rückreise aus Deutschland beziehungsweise England wurde Leonhard 1937 in Romanshorn festgenommen. Ein Militärgericht hatte bereits im April 1937 ein Verfahren eröffnet und ihn in Abwesenheit wegen fremden Militärdienstes und Wehrkraftschwächung schuldig gesprochen. Leonhard wurde zu acht Monaten Gefängnis sowie zu zweijährigem Verlust der aktiven Bürgerrechte verurteilt. Des Weiteren wurde er degradiert und von der Armee ausgeschlossen. Leonhard focht dieses Urteil an, und es kam zu einer erneuten Verhandlung vor dem Militärgericht.
Vor Gericht gab Leonhard völlig andere Gründe für seine Reise nach Spanien an. So hatte er sich noch 1936 mit seiner damaligen Frau zerstritten. Er habe unter Selbstmordgedanken gelitten und beschlossen, nachdem er seine Frau mit einem anderen Mann vorgefunden habe, die Schweiz zu verlassen. Nach Spanien sei er nur weitergereist, da er in Frankreich kein Arbeitsvisa bekommen habe.
Auch bezüglich seiner Tätigkeit machte Leonhard Aussagen, die im Widerspruch zu seinem Buch stehen. So schilderte er, dass er nie die Absicht gehabt habe, Kämpfer zu werden, und er sich nur gestellt habe, weil er befürchtet habe, dass wenn er es nicht täte, er als vermeintlicher Spion erschossen werden würde. Er gab weiter an, dass er zwar kurz ausgebildet worden sei, sich jedoch geweigert habe, Waffendienst zu leisten, und auch nicht als Motorfahrer für die Republikanische Armee eingesetzt worden sei. Er habe sich von einem Arzt ein falsches Zeugnis ausstellen lassen und sich von da an nur im Lazarett befunden. Dort soll er auch einen Brief von seiner Frau erhalten haben, dass sie wieder mit ihm zusammenleben wolle, was ihn zur Rückkehr bewogen habe. Die Reisen nach Genua und England seien nur Besuche von Bekannten gewesen.
Umstimmen konnte Leonhard das Gericht jedoch nicht. Als besonders belastender Beweis galt eine Fotopostkarte, die er seiner Frau geschickt hatte und die ihn in spanischer Uniform zeigte. In dieser Postkarte schrieb er: «Morgen geht es an die Front. Hier siehst du mich als Milizsoldat.» Leonhard behauptete, dass er damit nur seiner damaligen Frau imponieren wollte und er diese Uniform nur kurz getragen habe. Trotz diesen Ausführungen blieb das Urteil jedoch bestehen. Auch ein Brief, den Leonhard an den [Bundesrat (Schweiz)|Bundesrat] schrieb, um um ein milderes Urteil zu bitten, blieb erfolglos. Am 30. Oktober 1937 war das Urteil rechtskräftig. Noch im selben Jahr liess sich Leonhards Frau von ihm scheiden.

## Tätigkeit als Spion und Haft in Deutschland
Da Leonhard nun vom Militärdienst ausgeschlossen war, wurde er mit dem Ausbruch des Zweiten Weltkrieges nicht zum Aktivdienst eingezogen. 1941 trat ein ehemaliger Arbeitskollege auf ihn zu, der mittlerweile bei der Geheimen Staatspolizei im Deutschen Reich arbeitete und den Auftrag hatte, in der Schweiz Agenten für die Gestapo zu rekrutieren. Leonhard soll darin eine Chance gesehen haben, sich wieder zu rehabilitieren und so ging er zum Schein auf das Angebot seines ehemaligen Arbeitskollegen ein.
Im Frühjahr 1942 wurde Leonhard dann offiziell rekrutiert. Er wurde nach Strassburg ins Hotel «Graf Zeppelin» gebracht und dort in die SS aufgenommen. Gleichzeitig wurde er unter deutsches Militärrecht gestellt und erhielt seine ersten Aufträge. Leonhard dachte jedoch nicht daran, diese auszuführen. Stattdessen wandte er sich bei seiner Rückkehr sogleich an den zuständigen Grenzoffizier und berichtete ihm von den Geschehnissen. Leonhard wurde daraufhin vom schweizerischen Nachrichtendienst rekrutiert und sollte nun als Doppelagent deutsche Spione in der Schweiz auffliegen lassen.
Dank der Spionagearbeit von Leonhard konnte unter anderem das Netzwerk des Bahnarbeiters Emil Bernauer, der im Auftrag des Deutschen Reichs in der Schweiz spionierte, aufgedeckt werden. Bernauer war der Mittelsmann von Leonhard und hatte ebenfalls weitere Verbindungen zu Agenten in der Schweiz, etwa dem Schweizer Staatsbürger Samuel Plüss, der 1943 als Landesverräter zum Tode verurteilt und standrechtlich erschossen wurde.
Nach der Verhaftung von Bernauer und anderen Personen aus seinem Netzwerk im September 1943 wurden die deutschen Behörden misstrauisch, nicht zuletzt, da die Ehefrau von Bernauer versuchte, Leonhard bei der Gestapo zu denunzieren. Leonhard musste nach Strassburg und wurde von der Gestapo befragt. Den Verdacht, er sei ein Doppelagent, konnte er bei dieser Befragung vorerst entkräften. Bei einem Grenzübertritt im Januar 1944 wendete sich jedoch das Blatt. Nach dem Treffen mit der Gestapo in Strassburg wurde Leonhard in der Nacht von der SS festgenommen und zurück zur Gestapo gebracht, wo er des Verrats beschuldigt wurde. Man brachte ihn daraufhin nach Kehl in ein Untersuchungsgefängnis. Dort wurde er verhört, gefoltert und schwer misshandelt.
Am 22. August 1944 wurde Leonhard schliesslich wegen Verrats angeklagt. In einem Schauprozess wurde er zum Tode durch das Fallbeil verurteilt. Das Urteil sollte sofort vollstreckt werden. In seiner Zelle schnitt Leonhard sich zweimal die Pulsadern auf. Er überlebte die Suizidversuche und konnte somit die Vollstreckung des Urteiles herauszögern. Währenddessen bemühte sich eine Schweizer Gesandtschaft um die Rettung des enttarnten Spions und hatte damit Erfolg, das Urteil gegen Leonhard wurde ausgesetzt. Man hoffte, ihn in einem Agentenaustausch verwenden zu können.
Mit dem sich nähernden Ende des Krieges wurde Leonhard am 7. Februar 1945 in ein anderes Gefängnis in der Nähe der Schweizer Grenze verlegt, wo er noch einige Zeit ausharren musste. Schliesslich konnten Schweizer Behörden seine Freilassung erwirken, und Leonhard wurde zurück in die Schweiz gebracht.

## Nachkriegszeit
Nach seiner Rückkehr in die Schweiz heiratete Leonhard 1945 Ida Erdin. Ebenfalls verfasste er ein Buch über seine Erlebnisse in Spanien, als Spion und schliesslich in der Haft in Deutschland. Das Buch erschien 1945 unter dem Titel Als Gestapoagent im Dienste der Schweizer Gegenspionage im Zürcher Europa Verlag. 1946 stellte Leonhard ein Gesuch auf Entschädigung. Dieses wurde bewilligt, und er erhielt 6000 CHF als Kompensation für seine erlittene Haft in Deutschland.
Ebenfalls bestand Leonhard darauf, dass er nachträglich von seiner 1937 verhängten Strafe begnadigt wurde. Schliesslich habe er jetzt bewiesen, dass er ein guter Schweizer sei. Dem wurde ebenfalls stattgegeben. Leonhard wurde wieder in den Militärdienst aufgenommen, und seine Degradierung wurde rückgängig gemacht.
Bei einer HD-Kompanie geriet Leonhard 1956 ein letztes Mal mit dem Gesetz in Konflikt, da er, während er noch seine Uniform trug, in einen Streit geriet, der in einer Schlägerei endete. Das Militärgericht leitete eine Untersuchung wegen Körperverletzung gegen ihn ein, das Verfahren wurde jedoch eingestellt.
Leonhard arbeitete nach dem Zweiten Weltkrieg als Vertreter bei der Firma Grossenbacher & Co.